# Carex simensis
Carex simensis är en halvgräsart som beskrevs av Ferdinand von Hochstetter och Achille Richard. Carex simensis ingår i släktet starrar, och familjen halvgräs. IUCN kategoriserar arten globalt som livskraftig. Inga underarter finns listade i Catalogue of Life.